# Brian Keenan (PIRA)
Pour les articles homonymes, voir Keenan.
Brian Keenan (né à Draperstown le 17 juillet 1941, mort le 21 mai 2008 à Cullyhanna), surnommé The Dog, est un républicain irlandais, membre de l'IRA provisoire.
Actif dans le mouvement pour les droits civiques en Irlande du Nord, il rejoint l'IRA en 1968. Membre un temps de l'Official Irish Republican Army, il rejoint par la suite l'IRA provisoire. En 1971, il devient le Quartermaster de la Brigade de Belfast. En 1973, il est nommé Quartermaster general au Grand Quartier général et en 1977, Directeur des opérations. Arrêté en mars 1979 en Irlande du Nord, il est condamné à 18 ans de prison l'année suivante. Relâché en 1993, il entre au Conseil de l'armée. Il mène avec l'Independent International Commission on Decommissioning les négociations de désarmement de l'IRA provisoire à la fin des années 1990 et au début des années 2000,,.
Selon Roger Faligot, il est Chef d'État-major de l'IRA provisoire entre 1977 et 1999, partageant le poste avec Martin McGuinness. Selon The Telegraph, il remplace Thomas Murphy à ce poste en 1998.